# 0543
0543 è il prefisso telefonico del distretto di Forlì, appartenente al compartimento di Bologna.
Il distretto comprende la parte occidentale della provincia di Forlì-Cesena. Confina con i distretti di Ravenna (0544) a nord, di Cesena (0547) a est, di Rimini (0541) a sud-est, di Arezzo (0575) a sud, di Firenze (055) a sud-ovest e di Faenza (0546) a ovest.

## Aree locali e comuni
Il distretto di Forlì comprende 15 comuni compresi in 1 area locale, nata dall'aggregazione dei 5 preesistenti settori di Bagno di Romagna, Forlì, Predappio, Rocca San Casciano e Santa Sofia: Bagno di Romagna, Bertinoro, Castrocaro Terme e Terra del Sole, Civitella di Romagna, Dovadola, Forlì, Forlimpopoli, Galeata, Meldola, Portico e San Benedetto, Predappio, Premilcuore, Rocca San Casciano, Santa Sofia e Verghereto .